# Yabaâna
El yabaâna o yabahana és una de les llengües arawak de l'Alt Amazones antigament parlada al Brasil i actualment extingida. Kaufman la va deixar sense classificar mentre que Aikhenvald la classifica dins del grup de l'Alt Amazones Central.
Hi ha un vocabulari yabaâna (flora, fauna i artefatos culturals) recollit per Johann Natterer (1831-1832).